# Предательство голубки
«Предательство голубки» (англ. «Betrayal of the Dove») — художественный фильм американского режиссёра Стрэтфорда Хэмилтона, снятый по сценарию Робби Бенсона в 1993 году.

## Сюжет
Элли Уэст находится в состоянии бракоразводного процесса. Её муж в сговоре с Уной, лучшей подругой Элли и доктором Джесси Питером, пытаются организовать убийство молодой женщины. Все трое злоумышленников имеют долю в процветающей компании, занимающейся распространением информационной компьютерной сети. Половина прибыли после развода должна отойти бывшей супруге. Этот факт успешно скрывают от Элли и она едва не гибнет на операционном столе.

## В ролях
- Хелен Слейтер — Элли
- Билли Зейн — Джесси
- Харви Корман — Сид
- Келли Леброк — Уна
- Алан Тик — Джек
- Хитер Линд — Отум
- Недра Волц — старушка